# Вознесенский храм (Красноперекопск)
Хра́м Вознесе́ния Госпо́дня — православный храм в центре города Красноперекопска в Крыму. Относится к Красноперекопскому благочинию Джанкойской епархии Русской православной церкви.
Настоятель храма — митрофорный протоиерей Игорь Околита.

## История

### Предыстория
До 1991 года в городе Красноперекопске не было действующего православного храма и верующим приходилось ездить в храм Покрова Пресвятой Богородицы города Джанкоя. В 1991 году по благословению епископа Симферопольского Василия (Златолинского) в Красноперекопске была зарегистрирована православная община в честь Вознесения. На средства общины по улице Папанина было приобретено жилое помещение, которое переоборудовали под молитвенный дом. Было запланировано строительство храма. С 1991 по 1994 годы в Красноперекопском приходе сменилось около десяти настоятелей. Многие из них собирались строить новый храм, но по разным причинам никому не удалось довести дело до конца. В ноябре 1994 года Архиепископ Симферопольский и Крымский Лазарь (Швец) направил в Красноперекопск нового настоятеля — протоиерея Игоря Околиту, ранее несшего послушание второго священника в Покровском храме города Джанкоя.

### Строительство храма
С приходом Игоря Околиты вопрос строительства нового храма стал активно подниматься через привлечение общественности, крупных предприятий и благотворителей не только города Красноперекопска, но всей Автономной Республики Крым. Общине под храм безвозмездно было передано здание клуба «Химик» довоенной постройки, ранее принадлежащее Перекопскому бромному заводу. Проведённая экспертиза фундамента этого здания заключила, что здание клуба не пригодно для реконструкции. В 1999 году архитектором города Красноперекопска Л. В. Острожинской был разработан новый проект храма и по благословению Архиепископа Лазаря (ныне митрополита) был заложен первый камень в строительстве колокольни. Для возведения нового храма использовались финансовые, трудовые ресурсы и строительные материалы, полученные православной общиной в качестве пожертвований со стороны фирм, предприятий, благодетелей, прихожан Свято-Вознесенского храма и жителей города Красноперекопска, представителей власти.
Осенью 2000 года старое здание клуба «Химик» было демонтировано, земельный участок огородили забором, начали завозить строительные материалы. В 2001—2002 годах была построена колокольня с куполом. Осенью 2003 года начато строительство здания храма. В 2005—2007 годах возводили основу под крышу храма, бетонировали несущие арки, проводили столярные работы, закупали кровельное железо. В 2008 году прихожанами храма была объявлена акция «Храму быть!», направленная на поиск дополнительных источников финансирования. В результате к сентябрю 2008 года стал возможен завершающий этап строительства стен, начато возведение сводов и стен купола. В этом же году храму были подарены 8 колоколов, которые освятил митрополит Симферопольский Лазарь. В 2009 году завершили строительство стен центрального купола храма и началось строительство крыши, которое успешно закончилось в марте 2010 года. В сентябре 2010 года установили большой восьмитонный купол, начались работы по внутренней отделке.

### Открытие храма
Открытие храма прошло 2 июня 2011 года в день храмового праздника Вознесения Господня. Первую Литургию в новом храме возглавил высокопреосвященнейший Алипий (Козолий), архиепископ Джанкойский и Раздольненский. В этот день настоятель храма протоиерей Игорь Околита причастил 179 детей и больше 100 взрослых прихожан. В подарок к открытию храму была вручена вся церковную утварь (престол, жертвенник, подсвечники, иконы и 5 паникадил).
6 ноября 2017 года Архиепископ Джанкойский и Раздольненский Алипий (Козолий) посетил с архипастырским визитом город Красноперекопск, где совершил Чин великого освящения храма в честь Вознесения Господня.

## Архитектура
Храм возведён в стилистике древнерусского зодчества в виде креста. Его украшает колокольня с восемью колоколами и семь золотых куполов с крестами.
Общая длина здания храма — 33 метра, ширина — 13 метров, высота — 27,9 метров. Высота колокольни — 29,7 метров. В ней самый большой колокол весит 1700 кг, а самый маленький — 9 кг. Высота главного помещения церкви (до верха центрального купола) — 20 метров. Вместимость храма — 400 человек.
В храме установлен резной золоченый трехъярусный иконостас, изготовленный на заказ у мастеров города Львова. Престол храма посвящён празднику Вознесения Господня.
Помещение оснащено семью паникадилами. Центральное, самое большое, паникадило рассчитано на 90 светильников и имеет высоту 4,5 метров и ширину 2 метра.

## Святыни
В храме есть свои святыни:
- Икона Преподобной Матроны Московской с частичкой;
- Икона Святителя Николая Чудотворца;
- Икона Пресвятой Богородицы «Скоропослушница»;
- Икона Пресвятой Богородицы из Почаевской Лавры «Отчаянных единая надежда»;
- Икона Серафима Саровского.

## Деятельность
В храме совершаются все таинства Православной церкви: отпевание, крещение, миропомазание, причащение, покаяние, соборование, венчание. Еженедельно проводятся занятия в воскресной школе для детей. Настоятель храма протоиерей Игорь Околита постоянно участвует в общественной жизни Красноперекопска и Красноперекопского района с целью укрепления православной веры населения и приобщения его к христианскому поведению.